# Pełka (biskup krakowski)
Pełka, Fulko (zm. 11 września 1207 w Krakowie) – biskup krakowski od 1185, przed nominacją dziekan kapituły krakowskiej.
Pochodził z rodu Lisów. Był synem Stępoty, bratem: Stefana kasztelana krakowskiego, Mikołaja wojewody krakowskiego i Stępoty Młodszego.
Bliski współpracownik księcia Kazimierza II Sprawiedliwego, mianowany przez niego biskupem po śmierci biskupa Gedki (1185). Po śmierci księcia pełnił wraz z wojewodą krakowskim Mikołajem Gryfitą w 1194 rządy regencyjne w imieniu nieletnich książęcych synów. Sakrę biskupią otrzymał bezpośrednio od papieża Urbana III, który nadał jemu i jego następcom w diecezji krakowskiej przywilej pierwszeństwa przed pozostałymi biskupami polskich prowincji kościelnych (bulla In eminenti sedis z 4 lutego 1186). Takiej papieskiej bulli i uprawnień nie uzyskało żadne inne biskupstwo. Historycy  przypuszczają, że aspiracje biskupa Pełki mogły iść dalej i dotyczyć powołania w Krakowie arcybiskupstwa. Dbał o niezależność diecezji od władzy świeckiej. Zwolennik reform gregoriańskich w kościele. W Krakowie podjął próbę założenia pierwszego szpitala – przytułku dla biednych i chorych.
Zmarł 11 września 1207 r.
Pochowany został w katedrze wawelskiej.